# عملية لينا النابلسي
عملية لينا النابلسي: هو هجوم نفذته القوات المسلحة الثورية الجناح العسكري للجبهة الديموقراطية لتحرير فلسطين بتاريخ 18 أيار 1975 على معسكر للقوات الإسرائيلية في منطقة غور الأردن.

## الخلفية
وقعت مظاهرة في شهر أيار من نفس العام في مدينة نابلس وقامت القوات الإسرائيلية بقتل فتاة فلسطينية من مدينة نابلس تدعى «لينا النابلسي» وبقت قوات الاحتلال الإسرائيلي تطلق النار عليها حتى بعد ما قتلت فكانت هذه العملية انتقاما وثأرا للشهيدة لينا النابلسي.

## الاحداث
قامت مجموعة فدائية مكونة من 5 مقاتلين بعبور غور الأردن وتمركزوا قرب إحدى المعسكرات التابعة للقوات الاحتلال الإسرائيلي وقامت المجموعة الفدائية بالهجوم على المعسكر ودارت معركة عنيفة بين القوات الإسرائيلية والمقاتلين الفلسطينيين مما أدى إلى مقتل 3 جنود إسرائيليين وجرح 6 جنود آخرين واستشهد 3 من منفذين العملية بينما عاد الاثنان الآخرين إلى قواعدهما سالمين والشهداء الفلسطينيين هم (حافظ أبو زنط، مشهورالعاروري، خالد أبو زياد). خرج خالد أبو زياد من القرية لتنفيذ العملية في منطقة غور الأردن واستشهد فيها وسلم جثمانه في عملية تبادل الأسرى مع إسرائيل (جلعاد شاليط) ودفن في الرمضين سنة 2012.